# Пожарский, Пётр Тимофеевич
Князь Пётр Тимофеевич Пожарский по прозванию Щепа — наместник и воевода во времена правления Ивана IV Васильевича Грозного, Фёдора Ивановича и Бориса Годунова.
Из княжеского рода Пожарские. Единственный сын от первого брака князя Тимофея Фёдоровича Пожарского, упомянутого в 1555-1558 годах первый городничий в Свияжске, около 1562 года постригся в Спасо-Евфимьевом монастыре с именем Тихон и матери княгини Прасковьи.
В историографии, князь Пётр Тимофеевич, иногда упоминается с прозванием "Щепа".

## Биография
В 1568/69 годах передал Спасо-Евфимьеву монастырю вклад в обеспечение поминания своих родителей князя Тимофея Фёдоровича и княгине Прасковье. В 1580-1581 годах назван вятским наместником. В начале 1590-х годов выборный дворянин с Белой с поместным окладом 500 четвертей земли. В мае 1597 года первый осадный объезчик в Белом каменном царёвом городе на большом посаде. Упомянут в этой же должности в 1598 году в Китай-городе "на другом каменном городе", под руководством князя Никиты Романовича Трубецкого. В 1599 году в Белом каменном городе на меньшей половине первый осадный объезчик и велено ему "корчмы и огни вынимать". В 1600 году воевода в Уржуме. В 1602/03 годах выборный дворянин с Луха с поместным окладом 235 четвертей земли. Имел местнические дела с князем Гвоздевым и князем В.Т. Долгоруковым.
Владел поместьями и вотчинами в Суздальском уезде.

## Семья
От брака с неизвестной имел детей:
- Князь Пожарский Иван Петрович — видный деятель Смутного времени, погиб на Сиверском бою под Новым-городом.
- Князь Пожарский Дмитрий Петрович Лопата — видный деятель Смутного времени.
- Князь Пожарский Роман Петрович — видный деятель Смутного времени.
- Княжна Ирина Петровна  — жена Ивана Васильевича Волынского[4].

## Критика
В "Русской родословной книге" А.Б. Лобанова-Ростовского показан единственным сыном, что подтверждается поколенной росписью князей Пожарских поданной в 1682 году в Палату родословных дел. В родословной книге М.Г. Спиридова, у князя Петра Тимофеевича показан брат — князь Михаил Тимофеевич.